# Ciena
Ciena Corporation (NYSE: CIEN) er en amerikansk virksomhed indenfor netværkssysttemer og software. Virksomheden har hovedkvarter i Hanover, Maryland. Deres årsomsætning er på 3,6 mia. $, og de har over 8.000 ansatte.
Ciena blev etableret i 1992 under navnet HydraLite af David R. Huber.